# 17 cm Kanone (Eisenbahn)
17 cm Kanone (Eisenbahn) – niemieckie działo kolejowe z okresu II wojny światowej. 17 K. (E) miało łoże kolejowe i było zasilane amunicją składaną.